# Nantey
Nantey korábbi község (település) Franciaországban, Jura megyében. 2016. január 1-jén Florentia és Senaud községgel egyesült és Val-d’Épy új község része lett.
Lakosainak száma 61 fő (2018. január 1.). Nantey Thoissia, Andelot-Morval, Val-d'Épy, Florentia, Les Trois-Châteaux, Senaud, Saint-Jean-d’Étreux és Nanc-lès-Saint-Amour községekkel határos.

## Népesség
A település népességének változása:
| Lakosok száma | 111  | 70   | 59   | 53   | 61   | 75   | 73   | 64   | 62   | 61   |
|               | 1962 | 1968 | 1982 | 1990 | 1999 | 2008 | 2011 | 2013 | 2017 | 2018 |